# Український Видавничий Інститут
Український Видавничий Інститут — заснований 1936 року у Львові для видавання наукових праць і популярно-виховної бібліотеки. Видавці — М. Микитчук, В. Витвицький і І. Федів. 1937—39 вони видали серед інших «Атляс України й сумежних країв» та «Географію України» Володимира Кубійовича, «Дириґентський порадник», збірник «Карпатська Україна» та низку книг виховного характеру.